# Syndicat National de l'Édition Phonographique
El Syndicat national de l'édition phonographique; en español, Sindicato nacional de la edición fonográfica, también conocido como SNEP (por sus siglas en francés), como su nombre lo dice, es un sindicato profesional afiliado al MEDEF y miembro de la Federación Internacional de la Industria Fonográfica (IFPI, por sus siglas en inglés). El SNEP fue creado en 1922 y se encarga de agrupar a compañías de la industria musical de las cuales es portavoz y representante ante el público y la prensa. SNEP también se encarga de defender los intereses de los productores de fonogramas y como tal a combatir la Infracción de copyright.

## Servicios
SNEP como toda asociación dedicada a la industria musical se encarga de realizar y otorgar varios servicios y actividades múltiples, los cuales abarcan los ámbitos económicos y jurídicos, como tal SNEP se encarga de defender los derechos de los productores de fonogramas y videogramas, así pues la representación y la promoción de la imagen en el mercado de los productos son actividades que realiza el sindicato. SNEP además elabora diferentes estadísticas mensuales y anuales, relativas a las ventas de fonogramas en Francia y también se encarga de negociar los protocolos de los derechos de autor sobre los fonogramas y videogramas ante la Sociedad para la administración del derecho de reproducción mecánica de Francia, SDRM SNEP, también se encarga de otorgar las certificaciones por ventas discográficas: para los fonogramas disco de oro, de platino y de diamante y para los videogramas disco de oro y de platino. Asimismo SNEP publica y realiza una lista de ventas discográficas que contiene los 50 discos más vendidos, dicha lista se denomina "top 50".
Como portavoz de la edición fonográfica, SNEP determina notablemente la política de la lucha contra la Infracción de copyright en conjunto con la Sociedad civil de los productores fonográficos franceses, SCPP (por sus siglas, Société civile des producteurs phonographiques) y actúa con justicia para proteger los intereses generales de sus miembros.

### Certificaciones
| Fonograma | Disco de plata | Disco de oro | Disco de platino | Disco de diamante |
| --------- | -------------- | ------------ | ---------------- | ----------------- |
| Álbum     | -              | 50.000       | 100.000          | 500.000           |
| Sencillo  | 100.000        | 200.000      | 300.000          | 500.000           |